# Меморіальний єврейський цвинтар

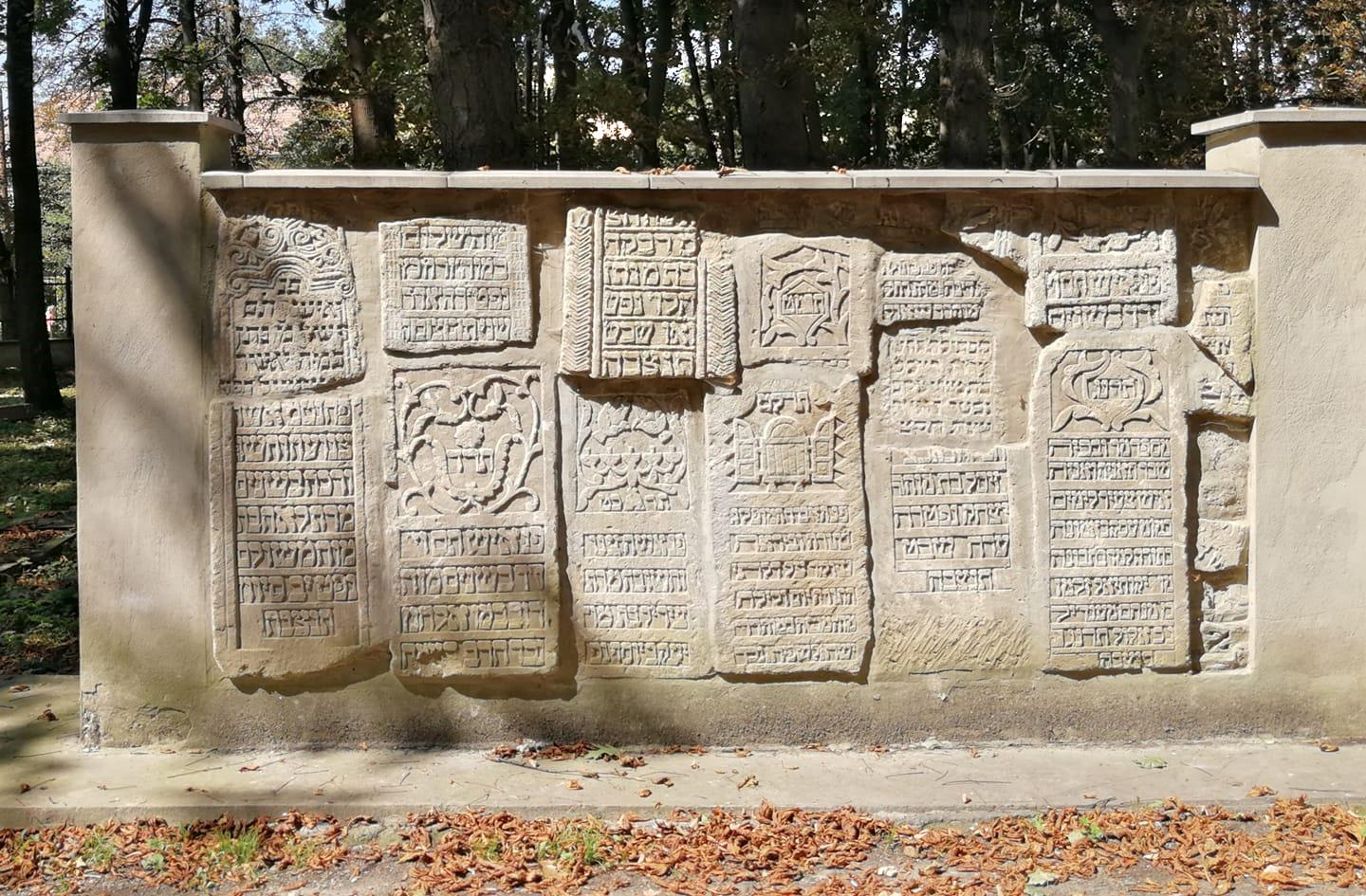

Меморіальний єврейський цвинтар — відновлений давній єврейський цвинтар у Коломиї (Івано-Франківська область). Цвинтар розташований на земельній ділянці площею 1,4 га в розбитому на місці цвинтаря за радянських часів міському сквері на перехресті вулиць Чехова та Петлюри.
У Коломиї збереглося ще два єврейські цвинтарі на вул. Лермонтова та на вул. Бандери (за радянських часів частково забудовано стадіоном школи № 4, а після незалежності України забудовано автозаправкою).

## Історична довідка
У 1569 році єврейська громада Коломиї (120 осіб) отримала ділянку під цвинтар. Пізніше, коли громада розрослася, 1616 року, королівська комісія наказала коломийському старості Петру Корицинському виділити місце для синагоги. У Коломиї поховано сім цадиків (святих), шість із яких — на цвинтарі на вулиці Оренштайна. До порівняння, в Умані, куди щороку їздять багато паломників, похований лише один такий святий.
За радянських часів для забуття єврейського цвинтаря, тут був розбитий невеликий парк. Сам цвинтар із радянських часів практично зруйнований. У 1990-і роки за рішенням міськради № 86 «Про надання земельних ділянок підприємствам та організаціям міста» ця ділянка була визначена як «територія меморіального цвинтаря». У зв'язку з цим Коломийській єврейській релігійній громаді було дозволено доброустрій території меморіального цвинтаря.
У 1995 році, після рішення міськради № 86 «Про надання земельних ділянок підприємствам та організаціям міста» було проведено збір пожертв від різних організацій. За проєктом цвинтар буде освітлено, висаджено дерева, асфальтовані дороги будуть замінені на бруківку. Це зроблено і для того, щоб полегшити життя мешканців вул. Леонтовича, які зможуть йти через облаштований та освітлений у нічний час парк. Кладовище стане меморіальним комплексом з невеликим «стінами пам'яті» — меморіальними конструкціями з фрагментами надгробних плит, що в них збереглися. Ці плити опинилися в жалюгідному стані, радянський лад за дефіцитом всього використовував їх на мощення вулиць. Плити були рознесені по всьому місту. Наприклад, при руйнуванні 17 серпня 1990 пам'ятника В. Леніну під ним були виявлені могильні плити єврейського цвинтаря. Упорядкований Меморіальний єврейський цвинтар планується до відкриття з 10 січня 2017.
Кладовище багаторазово зазнавало атак антисемітів. У 2013 вандали зламали пам'ятний знак на місці розстрілу євреїв у роки нацистської окупації.
У ніч на 19 вересня 2015 року (в перший шабат нового року за єврейським календарем) вандали підпалили молитовний павільйон-каплицю на могилі уродженця Коломиї праведника Гіллеля Боруха Ліхтенштейна (головного рабина Коломиї з 1873 по 1863 рр.; видані в 1914 рабином міста раббі Тумімом). Вогонь загасили міліціонери. Вандали також зрізали та вкрали ковану хвіртку з огорожі цвинтаря. Зрізані ворота вандали завантажили у вантажівку та поїхали. Міліція кваліфікувала правопорушення за ст. 194 Кримінального кодексу України (навмисне знищення або пошкодження майна) та відкрила кримінальне провадження. Відновлення споруди коштувало 50 тисяч гривень. За радянських часів до спорудження невеликої каплички на могилі праведника Гіллеля Боруха його могила являла собою невеликий горбок. Але й тоді до неї ходили прочани.
У ніч на 4 листопада 2015 року о 3 годині ночі вандали-антисеміти підпалили молитовний павільйон цадика Гіллеля Боруха Ліхтенштейна. Вогонь завдав істотних збитків споруді.
26 грудня 2015 року група антисемітів у кількості чотирьох особин ломами розбили близько сорока надгробних плит.
13 січня 2016 року антисеміти знову спробували підпалити молитовний павільйон-каплицю на могилі праведника цадика Гіллеля Боруха Ліхтенштейна. Однак знання хімії вандалів залишило бажати кращого, і запальна суміш не спалахнула. Перед черговою спробою підпалу злочинці зірвали та вкрали чотири камери спостереження.